# 성역 없는 구조 개혁
고이즈미 개혁(小泉改革) 또는 고이즈미 구조 개혁(小泉構造改革)은 일본의 고이즈미 내각 때 행해진 개혁 정책이다. 당시 내걸었던 경제 정책 슬로건이기도 했던 성역 없는 구조 개혁(聖域なき構造改革)이라고도 불렸으며 내각총리대신이던 고이즈미 준이치로는 신세기 유신(新世紀維新)이라고 칭했다.
신자유주의 경제학파의 작은 정부론에서 출발한 정책이다. 일본의 우정민영화, 도로 관계 4공단 민영화, 정부 공공 서비스의 민영화 등을 통해 시장이 할 수 있는 것은 시장에 맡기는 이른바 '관에서 민으로' 정책을 추진했다. 또한 중앙 정부의 업무 중 지방 정부가 할 수 있는 업무는 지방 정부에 이관하는 것도 함께 추진했다.

## 경위
일본은 1980년대 중반 이후부터 구조 개혁을 추진해왔다. 1985년 4월 나카소네 야스히로가 일본전신전화공사와 일본전매공사를 민영화했으며 1987년에는 일본국유철도를 민영화했다. 1995년 5월 무라야마 도미이치 때는 행정개혁위원회 산하에 규제완화소위원회를 설치했고 1996년 11월 하시모토 류타로가 신임 총리가 된 뒤에는 6대 개혁 방침을 발표했다. 하시모토 내각의 구조 개혁은 이후 고이즈미 내각에서 계승했다.
총리대신으로 취임한 고이즈미는 2001년 5월 5일 소신 표명 연설을 하면서 "지금의 아픔을 견뎌내고 내일을 좋게 하려는 쌀 백 섬의 정신이야말로 개혁을 진행하려는 오늘날의 우리에게 필요한 것이다"라고 말했다.
고이즈미는 구조 개혁 없이 경기 회복은 있을 수 없다며 우정민영화나 기업 관련법 정비 등 일본 국내 공급면에서의 구조 개혁을 통한 확충과 안정이 일본 경제의 회복에 공헌할 수 있다고 생각했다. 개혁 추진을 위해 다케나카 헤이조를 경제재정정책 담당 특명대신으로 기용하고 경제재정자문회의를 적극적으로 활용했다.
고이즈미는 구조 개혁에 반대하는 의원들을 저항 세력이라 불렀는데 우정민영화에 반대했던 가메이 시즈카가 대표적인 인물이었다. 이들은 우정민영화를 놓고 고이즈미와 대립하다가 결국 자민당에서 제명돼 국민신당을 창당하게 된다. 하지만 저항 세력이란 용어는 고이즈미가 자신이 추구하는 정책을 추진하기 위해 반대하는 세력에게 낙인을 찍는 효과를 유발하고자 만든 용어였기에 꺼려지는 경향이 있다. 한편으로 가메이는 오히려 자신이야말로 진정한 개혁파라며 반박하기 위해 저항 세력이란 용어를 적극적으로 사용했다.
공공의 역할을 줄이는 것이 골자였기에 지방 경제가 쇠퇴하고 고용에 악영향을 미칠 우려가 있다는 이유로 야당과 노동조합 등이 격렬하게 반발했고 이들은 고이즈미의 정책이 구조 개혁이 아니라 구조 개악이라고 야유했다. 일본과 미국 간의 상호 협력 및 안전 보장 조약에 근거한 주일미군에 대한 재정 지출은 여전히 방만하게 이루어지고 있었기에 야당은 이를 두고 성역 있는 구조 개혁이라며 조롱하기도 했다.
2003년 일본 자유민주당 총재 선거 때는 고이즈미 끌어내리기가 시도되었지만 "총재 선거에서 발표한 내 방침은 국정 선거에서 자민당의 공약이 된다"라며 호소하여 재선에 성공했다.
2005년 여름 우정민영화를 둘러싸고 자민당 내에서도 내분이 일어나 중의원을 해산하여 총선이 치러졌고 고이즈미가 큰 지지를 받으며 대승을 거두었다. 하지만 총선 직후 소집된 국회에서 1급 건축사들의 구조예산서 위조 문제, 라이브도어 사건, 무라카미 펀드 사건, 후쿠이 도시히코 일본은행 총재의 주식 거래 의혹 등이 부상하면서 고이즈미를 지지하던 국민의 일부는 개혁에 대해 의구심을 가지기 시작했고 지지율도 감소했다.
2006년 9월 고이즈미는 총재직에서 물러났으며 후임자로 취임한 아베 신조는 고이즈미의 구조 개혁 노선을 가속시키고 보강하겠다며 정책면에서 기본적으로 고이즈미 노선을 계승하겠다고 밝혔다.

## 같이 보기
- 고이즈미 선풍
- 고이즈미 극장
- 낙수 경제
- 아베노믹스

## 참고 문헌
- 이이지마 이사오 (2006). 《小泉官邸秘録》 [고이즈미 관저 비록]. 니혼게이자이신문사. ISBN 4532352444.